# Mike Leach
Michael E. Leach (* 9. März 1960 in Minneapolis, Minnesota) ist ein ehemaliger US-amerikanischer Tennisspieler.

## Leben
Leach studierte an der University of Michigan und gewann 1982 als ungesetzter Spieler die NCAA-Meisterschaften mit einem Finalerfolg gegen Brad Gilbert. Er wurde zudem zwei Mal in die Bestenauswahl All-American gewählt. 1982 wurde er Tennisprofi und im Jahr darauf erreichte er in Rom an der Seite von Jan Gunnarsson sein erstes Doppelfinale auf der ATP World Tour. Nach zwei weiteren Finalteilnahmen 1984, darunter erneut das Finale von Rom, konnte er 1986 gleich drei Doppeltitel erringen. Zudem stand er in Livingston in seinem einzigen Einzelfinale, welches er gegen Brad Gilbert verlor. Seine höchste Notierung in der Tennis-Weltrangliste erreichte er 1985 mit Position 29 im Einzel sowie im Jahr darauf mit Position 15 im Doppel.
Sein bestes Einzelergebnis bei einem Grand-Slam-Turnier war das Erreichen des Achtelfinales in Wimbledon 1983. Seine besten Resultate in der Doppelkonkurrenz waren Achtelfinalteilnahmen bei den US Open 1983 und 1987 sowie in Wimbledon 1987.
Leach spielte zudem seit den 1970er Jahren mit seinem Vater in einer speziellen Vater/Sohn-Konkurrenz im Herrendoppel, sie erreichten Ranglistenposition 3 der austragenden United States Tennis Association (USTA). Nach seinem Rücktritt vom Profisport arbeitet er als Tennistrainer.

## Erfolge
| Legende                       |
| Grand Slam                    |
| Tennis Masters Cup            |
| ATP Masters Series            |
| ATP International Series Gold |
| ATP International Series (4)  |

### Einzel

#### Finalteilnahmen
| Nr. | Datum         | Turnier    | Belag     | Finalgegner  | Ergebnis |
| --- | ------------- | ---------- | --------- | ------------ | -------- |
| 1.  | 21. Juli 1986 | Livingston | Hartplatz | Brad Gilbert | 2:6, 2:6 |

### Doppel

#### Turniersiege
| Nr. | Datum             | Turnier   | Belag     | Partner          | Finalgegner                       | Ergebnis      |
| --- | ----------------- | --------- | --------- | ---------------- | --------------------------------- | ------------- |
| 1.  | 11. August 1986   | Toronto   | Hartplatz | Chip Hooper      | Boris Becker Slobodan Živojinović | 6:7, 6:3, 6:3 |
| 2.  | 6. Oktober 1986   | Scottdale | Hartplatz | Leonardo Lavalle | Scott Davis David Pate            | 7:6, 6:4      |
| 3.  | 24. November 1986 | Itaparica | Hartplatz | Chip Hooper      | Loïc Courteau Guy Forget          | 7:5, 6:3      |
| 4.  | 20. April 1987    | Seoul     | Hartplatz | Eric Korita      | Ken Flach Jim Grabb               | 6:7, 6:1, 7:5 |

#### Finalteilnahmen
| Nr. | Datum              | Turnier   | Belag       | Partner        | Finalgegner                       | Ergebnis      |
| --- | ------------------ | --------- | ----------- | -------------- | --------------------------------- | ------------- |
| 1.  | 16. Mai 1983       | Rom (1)   | Sand        | Jan Gunnarsson | Francisco González Víctor Pecci   | 2:6, 7:6, 4:6 |
| 2.  | 20. Mai 1984       | Rom (2)   | Sand        | John Alexander | Ken Flach Robert Seguso           | 6:3, 3:6, 4:6 |
| 3.  | 30. September 1984 | Honolulu  | Teppich (i) | Mark Dickson   | Gary Donnelly Butch Walts         | 6:7, 4:6      |
| 4.  | 23. November 1986  | Houston   | Teppich (i) | Chip Hooper    | Ricardo Acuña Brad Pearce         | 4:6, 5:7      |
| 5.  | 22. März 1987      | Rotterdam | Teppich (i) | Chip Hooper    | Stefan Edberg Anders Järryd       | 6:3, 3:6, 4:6 |
| 6.  | 29. März 1987      | Brüssel   | Teppich (i) | Chip Hooper    | Boris Becker Slobodan Živojinović | 6:7, 6:7      |
| 7.  | 29. Juli 1987      | Newport   | Rasen       | Chip Hooper    | Dan Goldie Larry Scott            | 3:6, 6:4, 4:6 |